# دبی پیترسون
دبی پیترسون (انگلیسی: Debbi Peterson؛ زادهٔ ۲۲ اوت ۱۹۶۱) موسیقی‌دان اهل ایالات متحده آمریکا و درامر گروه بنگلز است. وی از سال ۱۹۸۱ میلادی تاکنون مشغول فعالیت بوده‌است.